# DSB MX
MX – duńska lokomotywa spalinowa produkowana w latach 1960-1962 dla kolei duńskich. Wyprodukowano 45 spalinowozów. Spalinowozy były pomalowane na kolor bordowy. Lokomotywy zostały wyprodukowano do prowadzenia pociągów towarowych oraz pasażerskich na niezelektryfikowanych liniach kolejowych. Jedna lokomotywy została zachowana jako pomnik techniki.